# Livio Retti
Livio Retti, né le 30 novembre 1692 à Laino et mort le 2 janvier 1751 à Ludwigsbourg, est un peintre baroque italien qui a surtout œuvré dans l'actuelle Allemagne du Sud, à l'époque le duché de Wurtemberg, le duché de Bavière, quelques principautés laïques ou ecclésiastiques franconiennes et quelques villes libres d'Empire comme par exemple Schwäbisch Hall.

## Origine et famille
Les Retti illustrent en Allemagne et en Tchéquie l'émigration d'artistes italiens en Europe, originaires des vallées alpines près de Côme, comme les Marca de Franche-Comté ou  les Landi ou Resti de Hongrie.
Laissant  leur famille au village natal où ils reviennent ou pas en fin de vie, les enfants de quelques familles de marbriers ou stucateurs italiens sont mis  en apprentissage chez un maître déjà parti, généralement de sa propre parenté. L'apprenti suit son maître partout où il va. Il y rencontre les autres apprentis. Entre eux, ils se trouvent des contrats et des chantiers. Il n'est pas rare que les frères travaillent ensemble dans la même spécialisation ; ils épousent des filles des familles associées et sont très mobiles en partant de leurs points d'attache respectifs. Avec le temps, les disciplines se spécialisent et se complexifient de sorte que les membres de la fratrie ne sont plus autant polyvalents qu'au XVIe siècle. L'architecte, bien que versé lui-même dans la peinture ou le stuc, prend progressivement un rôle hiérarchique dominant et distribué les tâches.

Livio Retti est effectivement originaire d'une famille d'artistes : 
- son père  était Lorenzo Mattia Retti, il était maître stucateur ;
- son frère  Donato Riccardo Retti était également maître stucateur (Il est avec Emanuele Pighini le décorateur intérieur de l'intérieur baroque de l'église collégiale d'Ellwangen ;
- ses frères  Leopoldo et Paolo Retti étaient tous les deux architectes;
- son oncle  Donato Giuseppe Frisoni était maître stucateur et architecte.

C'est son oncle Frisoni qui  fait changer le destin de la famille Retti en acceptant le contrat que lui propose le duc Eberhard-Louis de Wurtemberg pour la construction et l'achèvement de son nouveau château résidentiel baroque de Ludwigsbourg qui deviendra l'un des plus grands châteaux baroques d'Allemagne. Auparavant, Frisoni travaillait comme stucateur à Prague. En effet, une fois bien installé à Ludwigsbourg, il fait venir dans sa ville d'adoption sa famille élargie originaire de Laino en Lombardie, province de Côme. La quantité de travail est gigantesque en Allemagne du Sud dont le goût pour l'art baroque a atteint son paroxysme pendant la période de la Contre-Réforme. Les artistes italiens collaborent avec des artistes et artisans originaires de Bohême, notamment de la ville baroque de Prague, et quelques familles d'artisans de Franconie et du Wurtemberg comme les Dientzenhofer.
Les Retti ne sont pas une exception car on retrouve d'autres artistes italiens, itinérants ou non, qui travaillent sur les chantiers des pays germanophones méridionaux et surtout à Prague. Les familles de stucateurs et d'artisans du Val d'Intelvi, du pays de Côme, fusionnent et s'entraident, parmi elles les Carloni, les Retti, les Scotti, les Aliprandi, les Barberini, les Quaglio, tous étant originaires de Laino comme les Frisoni .
Les Retti rencontrent à Schwäbisch Hall les sculpteurs italiens Emmanuelo Pighini et Tomaso Gavoni qui ont réalisé les statues du vestibule d'entrée du nouvel hôtel de ville.

## Ses travaux
Livio Retti est nommé peintre de la cour du Wurtemberg  en 1732 et  en 1743, il est nommé peintre de la cour de l'électorat du Palatinat.
Il s'est spécialisé dans les peintures murales et essentiellement les fresques des plafonds d'église ou de bâtiments officiels représentatifs de la noblesse régionale. 
Son oncle l'appela d'abord pour la décoration du château de Ludwigsbourg. Son œuvre majeure est la fresque du plafond de la Ordenskapelle dans la résidence ducale.
Par le jeu des chantiers partagés entre parentèles et familles d'artisans associées, Retti a également participé à la décoration des châteaux de Ansbach, Bad Mergentheim et Wurtzbourg où travaillait notamment son frère Leopoldo Retti, architecte en chef du Wurtemberg depuis 1750 et spécialiste de l'architecture rococo à l'image du Retti-Palais d'Ansbach.

### Hôtel de ville de Schwäbisch Hall

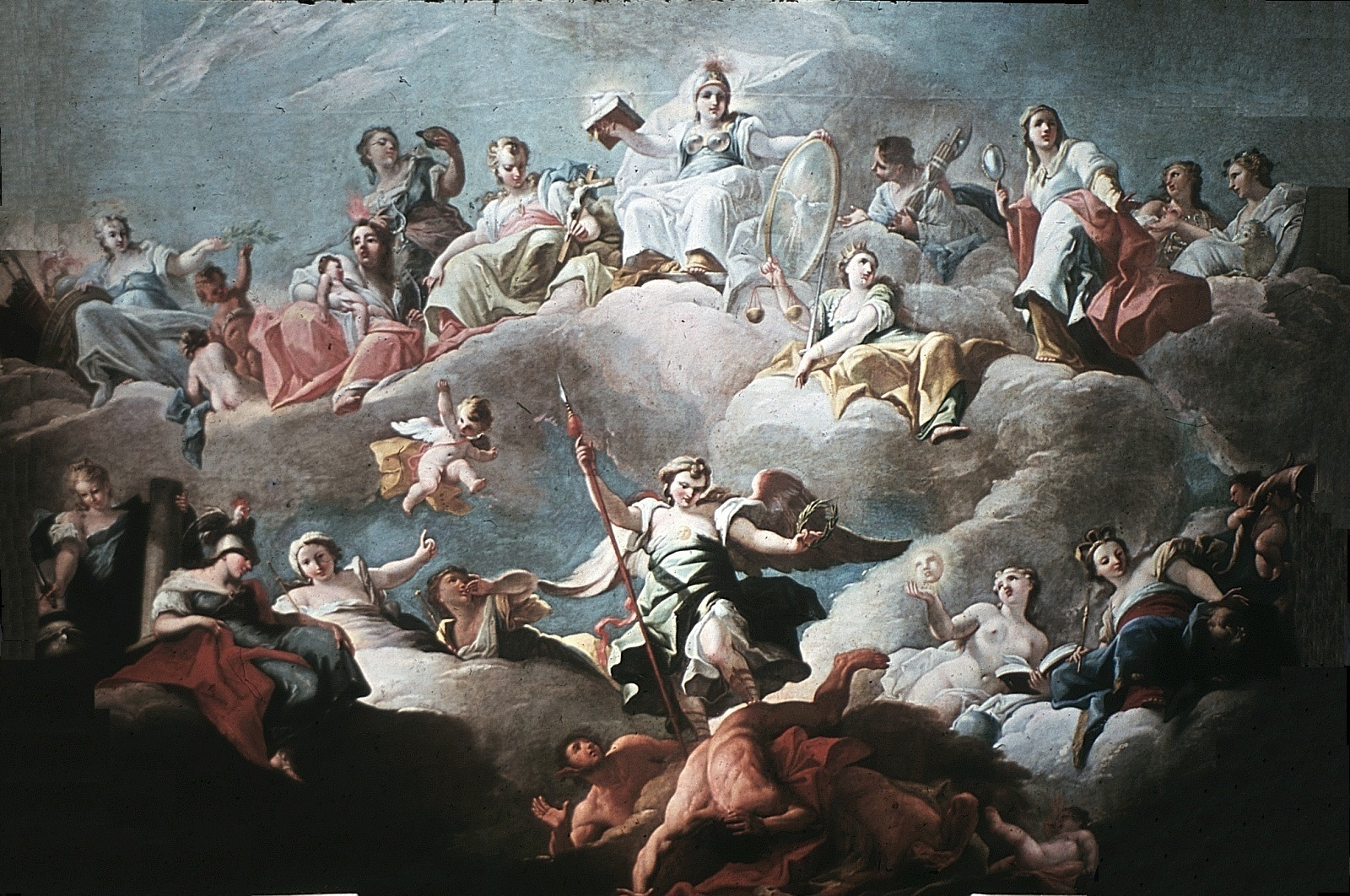
« Victoire de la vertu sur les vices » au plafond de la grande salle du conseil de l'hôtel de ville de Schwäbisch Hall.

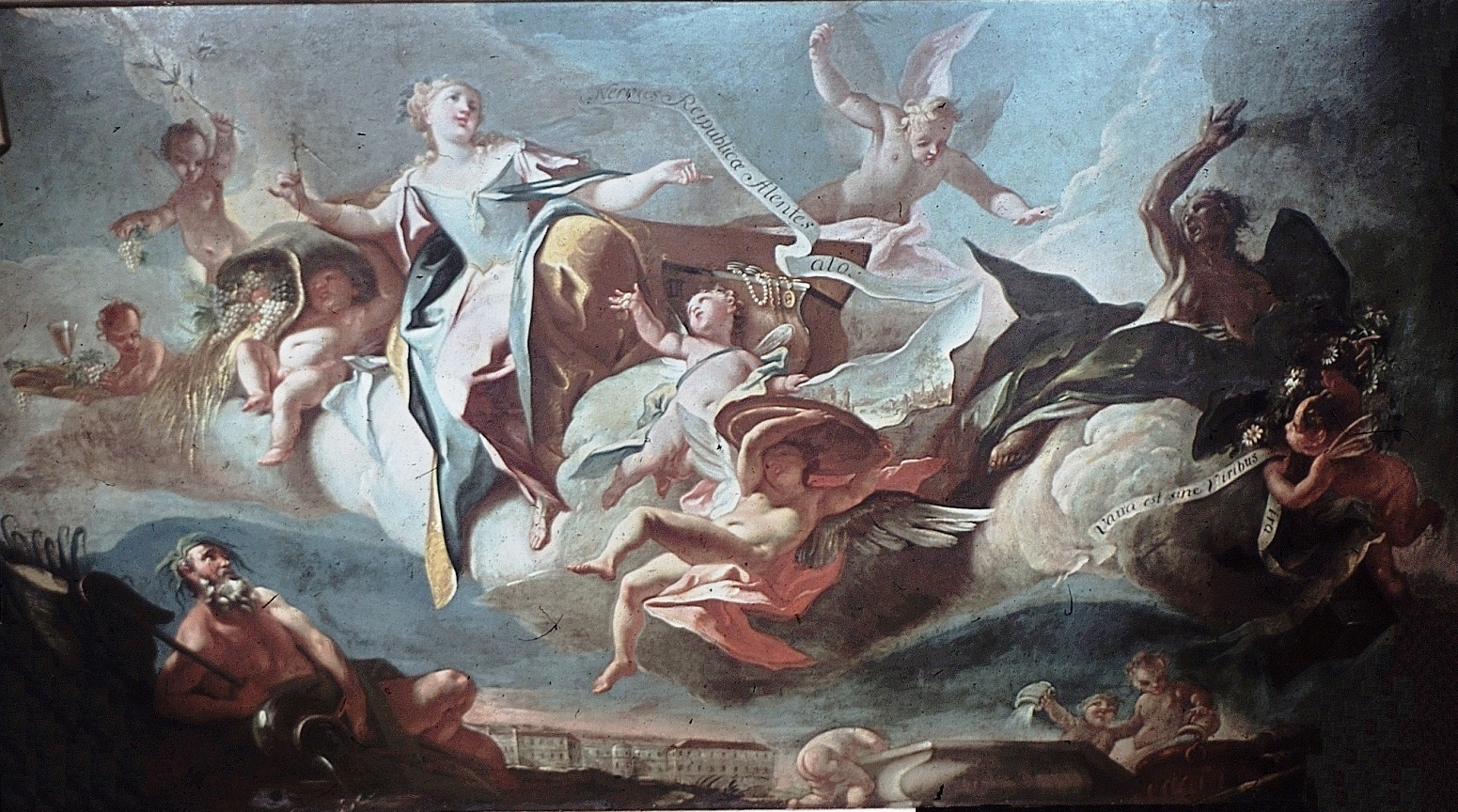
Allégorie de la ville de Hall et de sa prospérité.

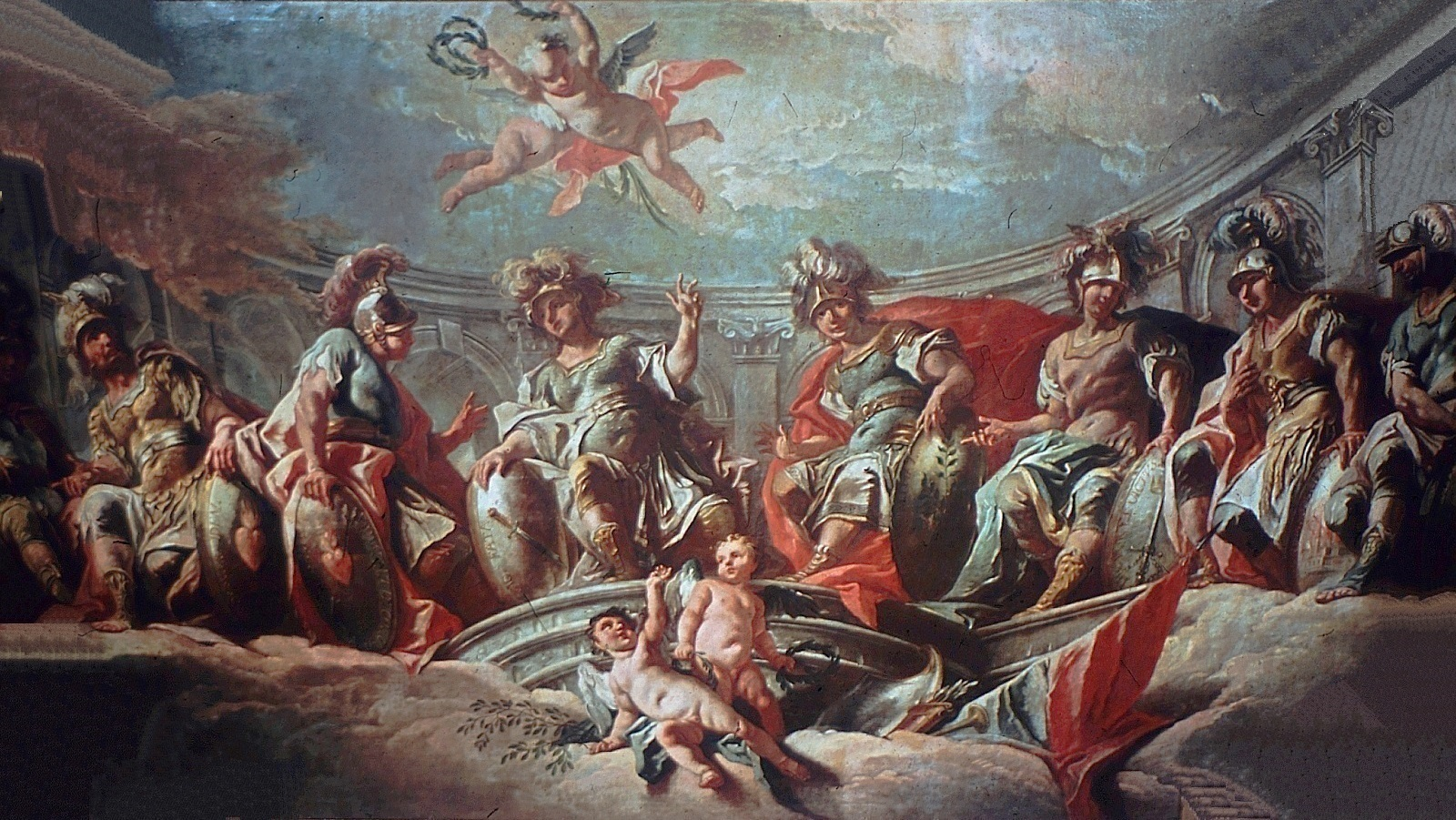
Peinture à l'huile au plafond de la salle des héros de l'hôtel de ville de Schwäbisch Hall: héros grecs et romains.

Entre 1736 et 1738, Livio Retti est appelé par les conseillers de la ville libre d'Empire Schwäbisch Hall pour la décoration intérieure du nouvel hôtel de ville baroque qui est construit à la place d'une église conventuelle franciscaine dévastée par un incendie de la ville en 1728.
Livio Retti réalise 22 peintures murales dans l'hôtel de ville de Schwäbisch Hall, dont les salles étaient à l'origine dotées de parquets avec des bancs sculptés.
Ce sont en fait des peintures à l'huile sur toile qui sont tendues aux plafonds ou aux murs. Il ne peint pas une fresque directement sur la paroi après traitement. Ses toiles étaient ensuite encadrées par une décoration en stuc représentant souvent des motifs naturalistes ; elles étaient agrémentées de médaillons figuratifs. Après l'incendie, a retrouvé des traces de peintures murales directement en-dessous des peintures à l'huile de Livio ; elles représentaient des paysages de Hall, Limpurg, Vellberg et le Comburg.
Les peintures actuelles de l'hôtel de ville sont des copies. Il y a trois salles:
- la salle des héros[11] ;
  - Alexandre le Grand détruit le nœud gordique (mur);
  - Énée sauve son père Anchises de Troie en feu (mur);
  - La mort en martyr de Marcus Curtius (mur);
  - Achilles, Patrocle, Hector, Énée, Romulus, César, Pompée, Scipion et Hannibal (plafond);
- la salle du stettmestre qui tourne autour de l'allégorie de la république citadine de Hall[11]; 
  - Allégorie de la ville de Hall et de sa prospérité (plafond);
  - Allégorie du mérite avec la devise latine « Nemini sua munera claudit »  (mur);
  - Allégorie de l'action avec la devise latine « Nemo otiosus! » (mur) ;
  - Architecture et beaux arts de Schwäbisch Hall (mur);
  - Bienfaisance de Schwäbisch Hall (mur);
  - Vie agricole, artisanat et industrie de Schwäbisch Hall (mur)
- la salle du conseil est décorée surtout avec des motifs bibliques comme le Jugement dernier[11];
  - Joseph et ses frères (mur de droite);
  - Le sacrifice d'Isaac (mur de droite) ;
  - Le jugement de Salomon (mur de gauche) ;
  - Le combat de Jacob avec l'ange sur les rives du Jabbok (mur de gauche) ;
  - La fille du pharaon sauve Moïse (mur) ;
  - Le combat de Samson avec le lion (dessus de porte) ;
  - Le serment de David et Jonathan contre Saül (dessus de porte) ;
  - La requête de Semeis à David(dessus de porte) ;
  - Victoire de la vertu sur les vices ou Victoire du christianisme sur le paganisme (plafond) ;

Dans la salle de musique (Musiksaal) on trouve l'« Allégorie de la musique et des cinq sens » ;
Livio Retti a également réalisé l'allégorie intitulée « Le pouvoir bienfaisant du feu » et l'allégorie intitulée « Le pouvoir destructeur du feu ».

Les œuvres originales de Retti à Schwäbisch hall n'existent plus. Elles ont été détruites par un incendie qui a ravagé l'intérieur de l'hôtel de ville après un bombardement de bombes incendiaires le 16 avril 1945. La rénovation du bâtiment a été achevée en 1955.

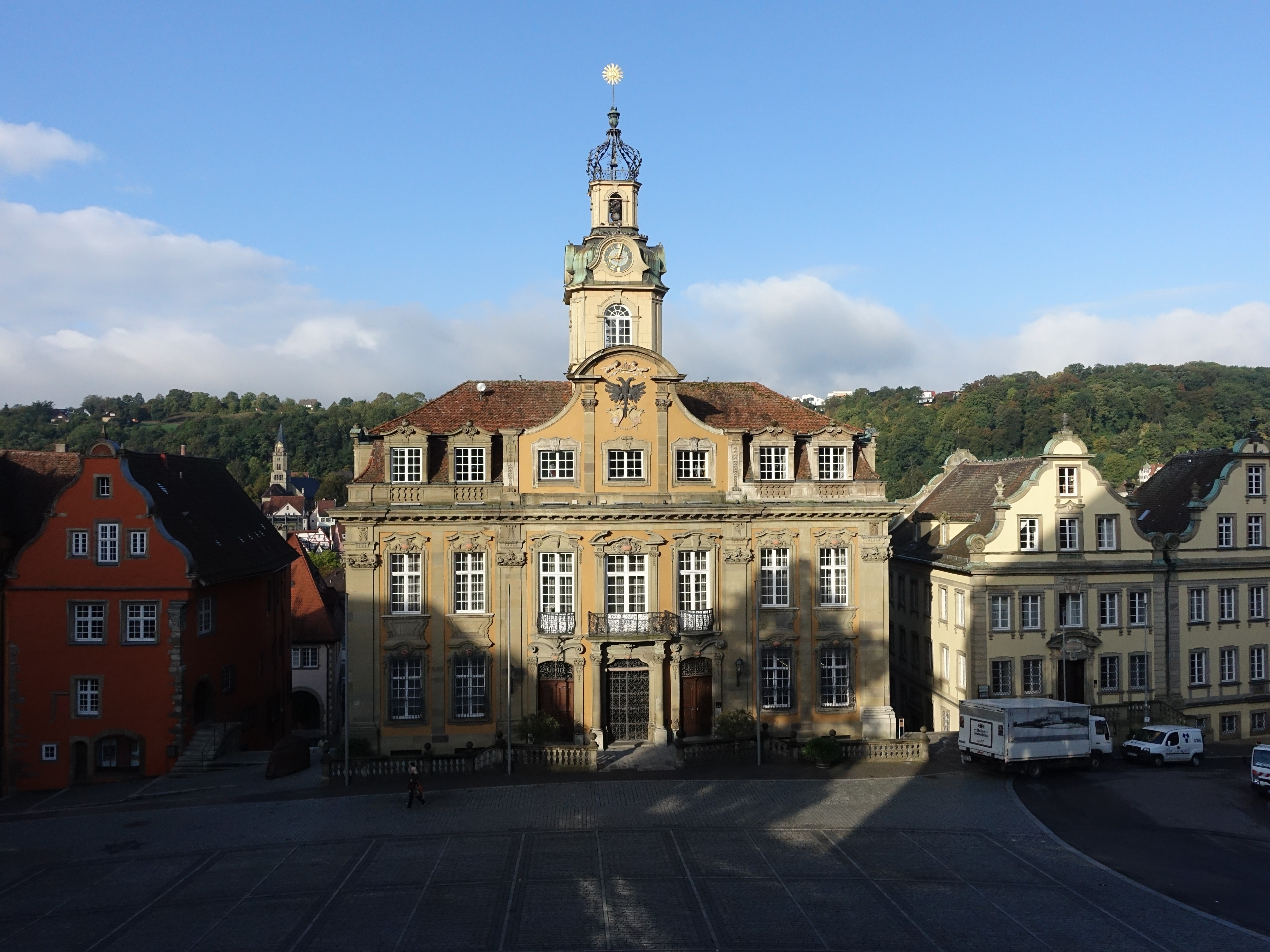
Schwäbisch Hall - Hôtel de ville, décoration intérieure par Livio Retti.
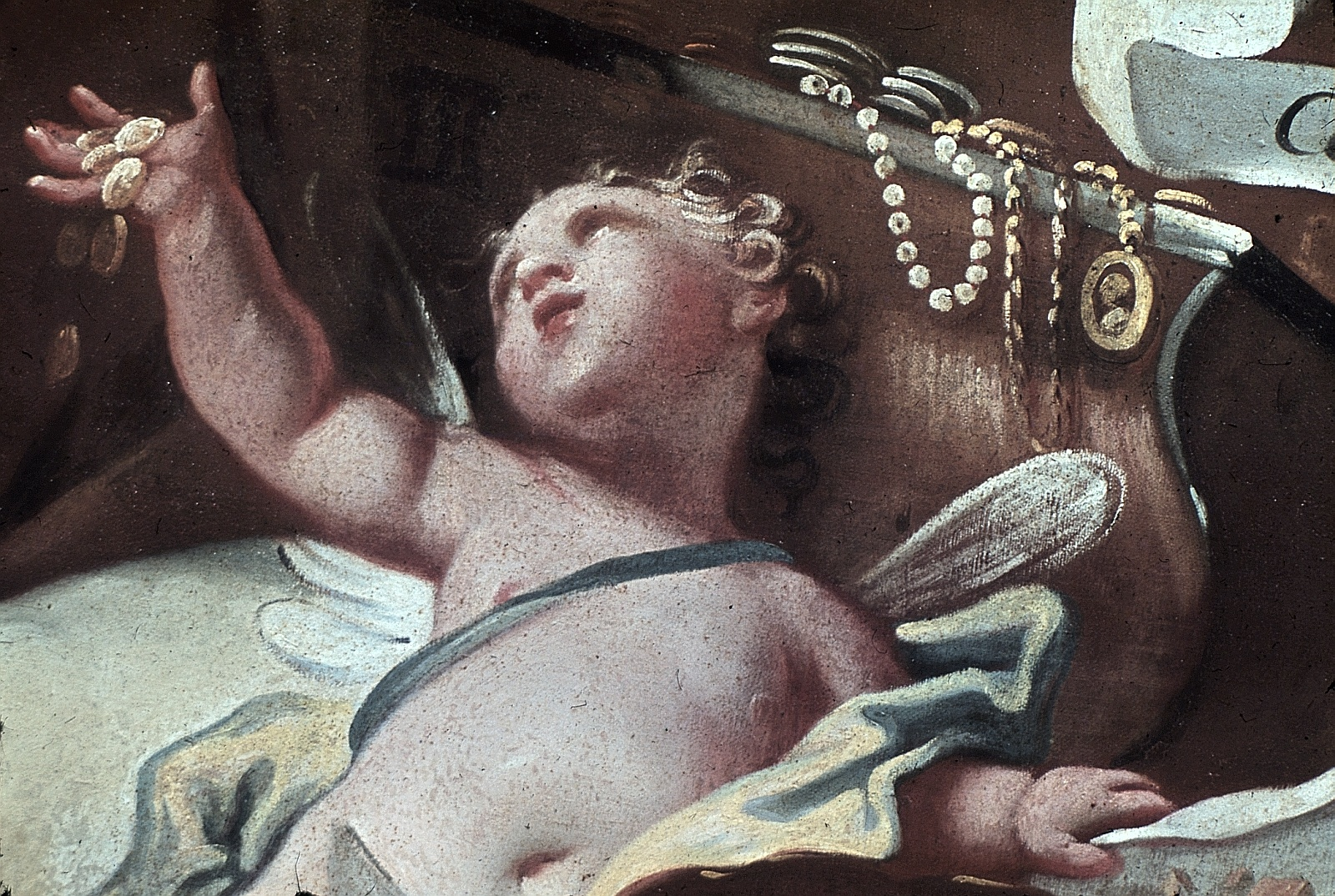
Schwäbisch Hall, Hôtel de ville, Plafond de la salle du stettmestre, extrait de l‘Allegorie de la ville de  Hall et de sa prospérité.
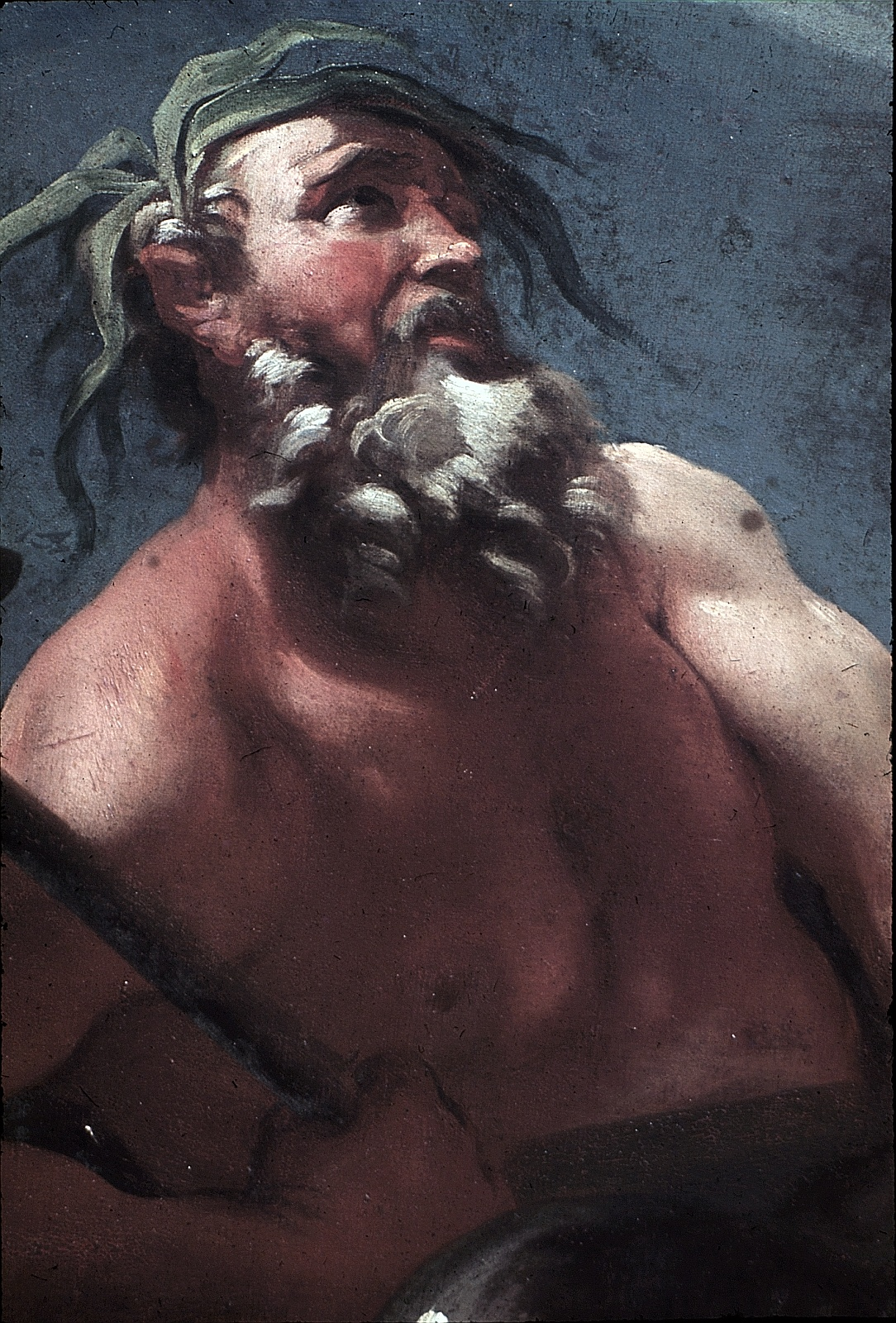
Schwäbisch Hall, Hôtel de ville, Plafond de la salle du stettmestre, extrait de l‘Allegorie de la ville de hall et de sa prospérité.
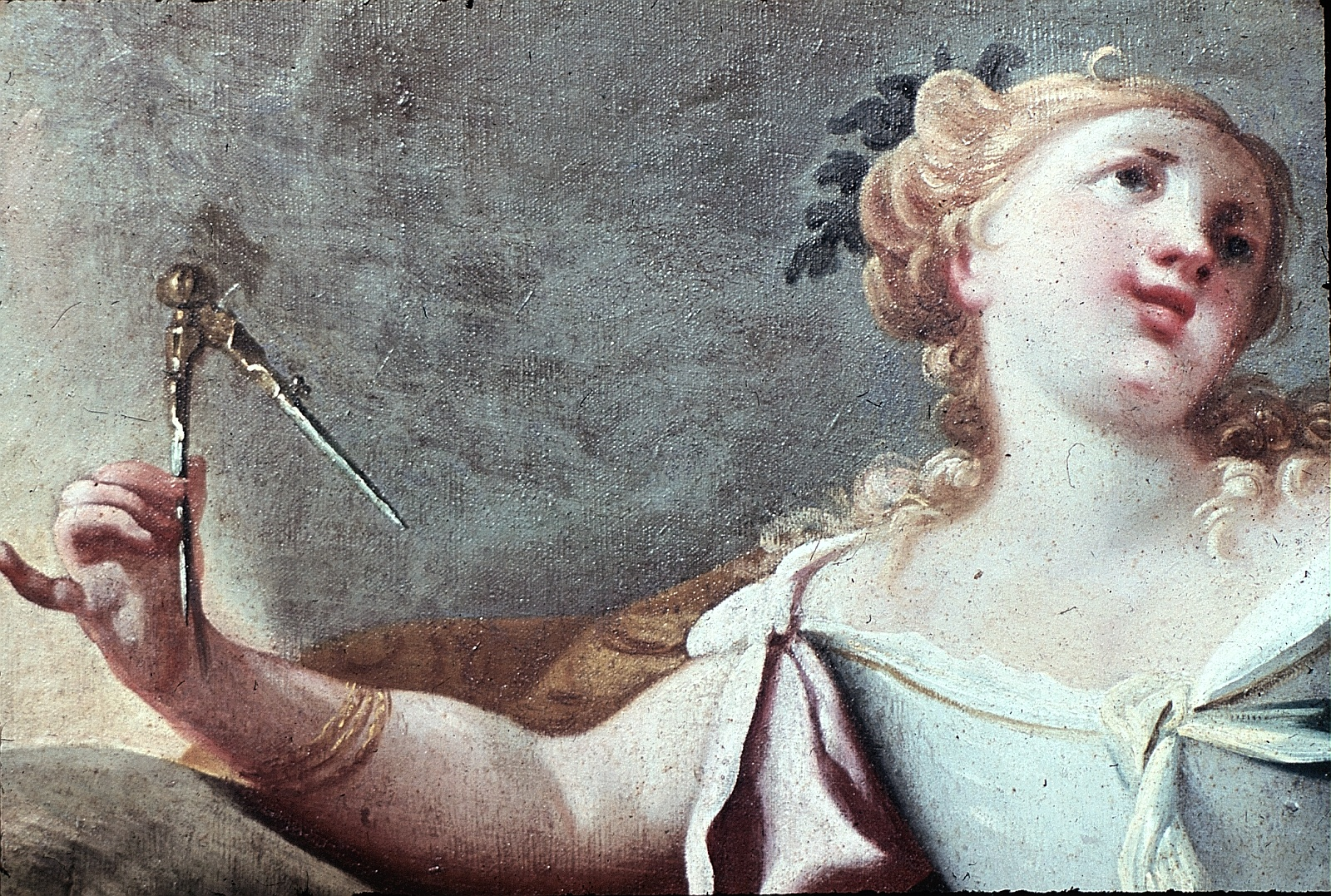
Schwäbisch Hall, Hôtel de ville, Plafond de la salle du stettmestre, extrait de l‘Allegorie de la ville de  Hall et de sa prospérité.
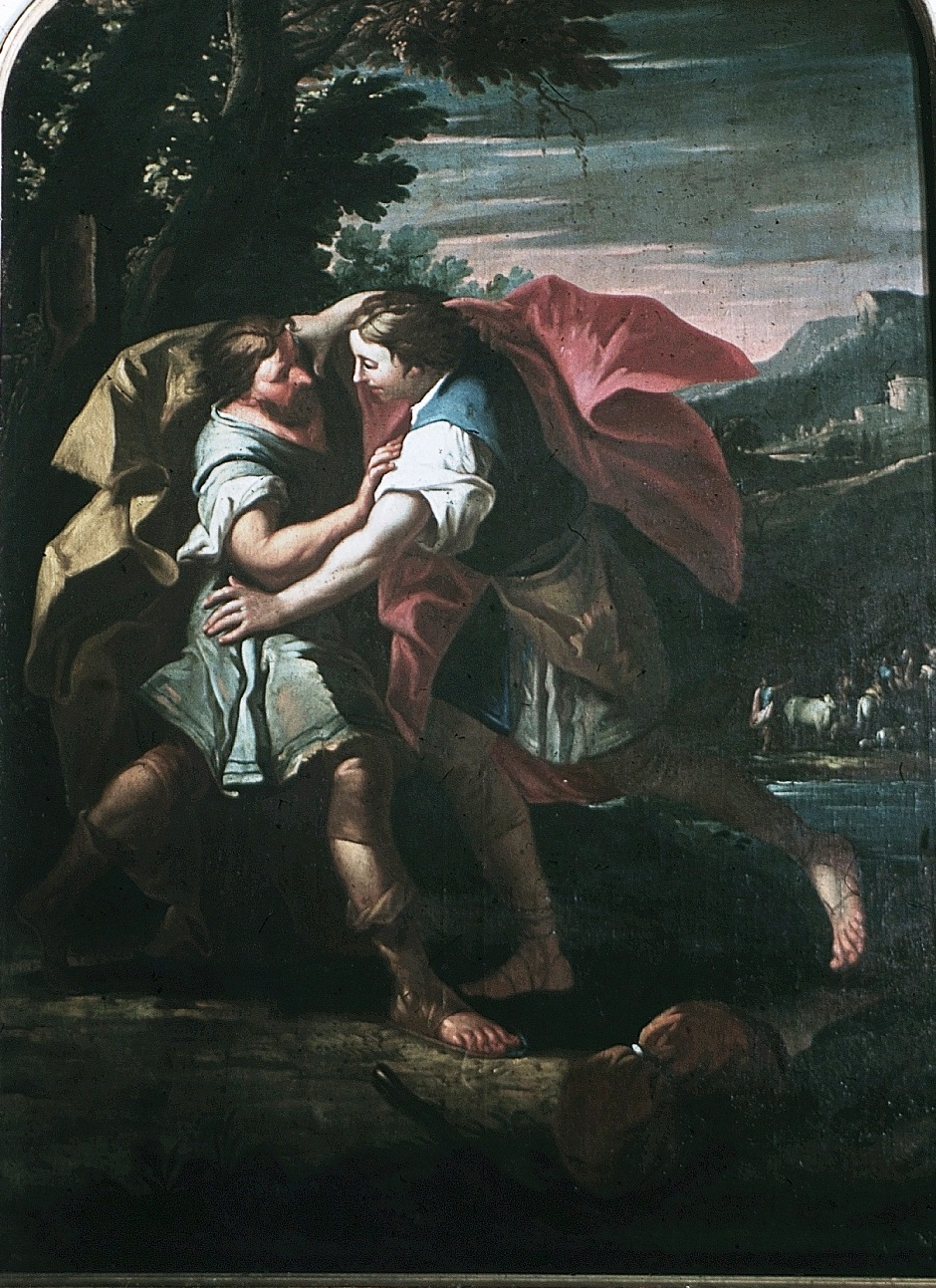
Schwäbisch Hall, Hôtel de ville, Plafond de la salle du conseil, extrait du combat nocturne de Jacob avec l’ange de Dieu sur les rives du Jabbok.
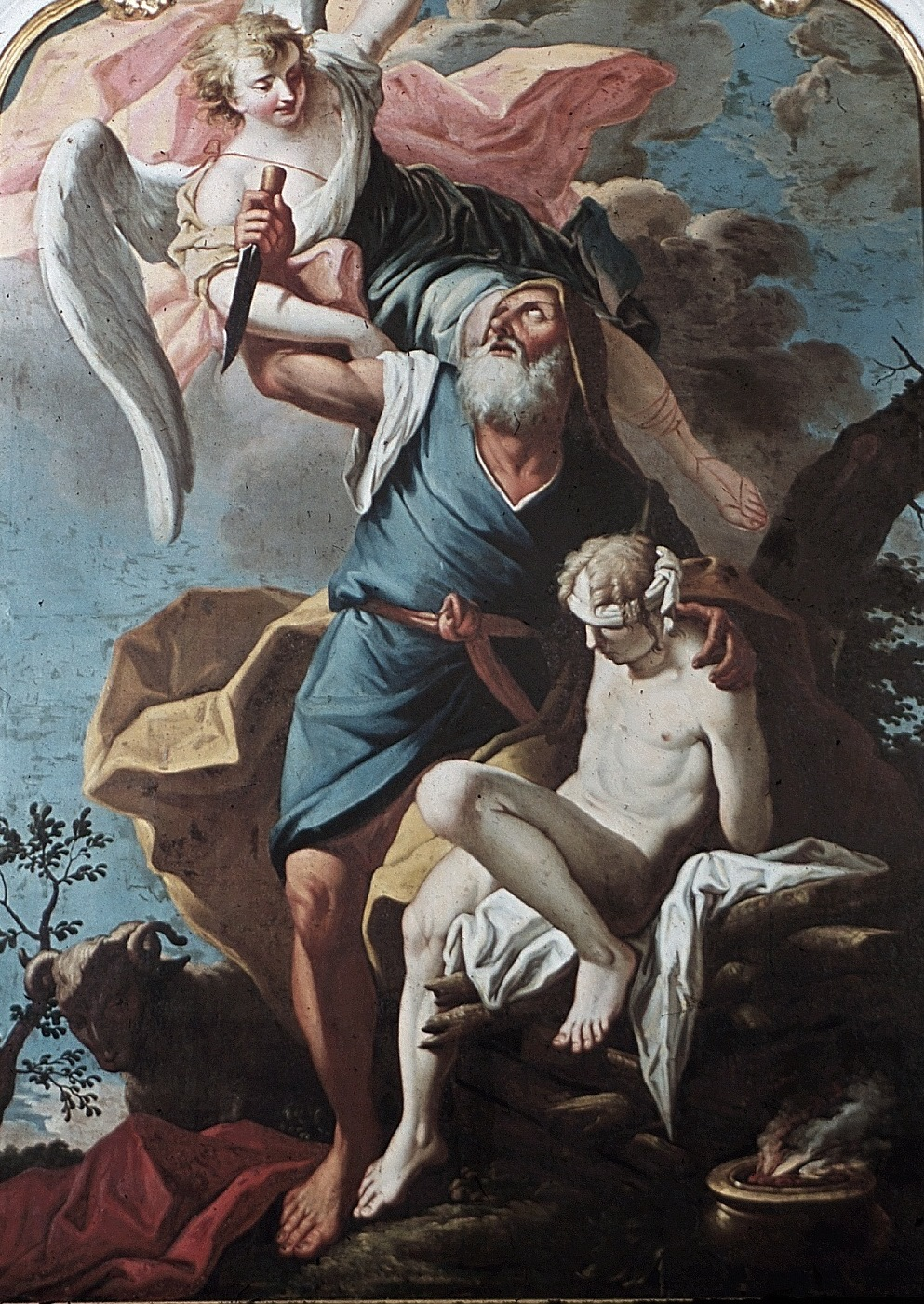
Schwäbisch Hall, Hôtel de ville, mur de la salle du conseil, extrait du sacrifice d’Isaac.
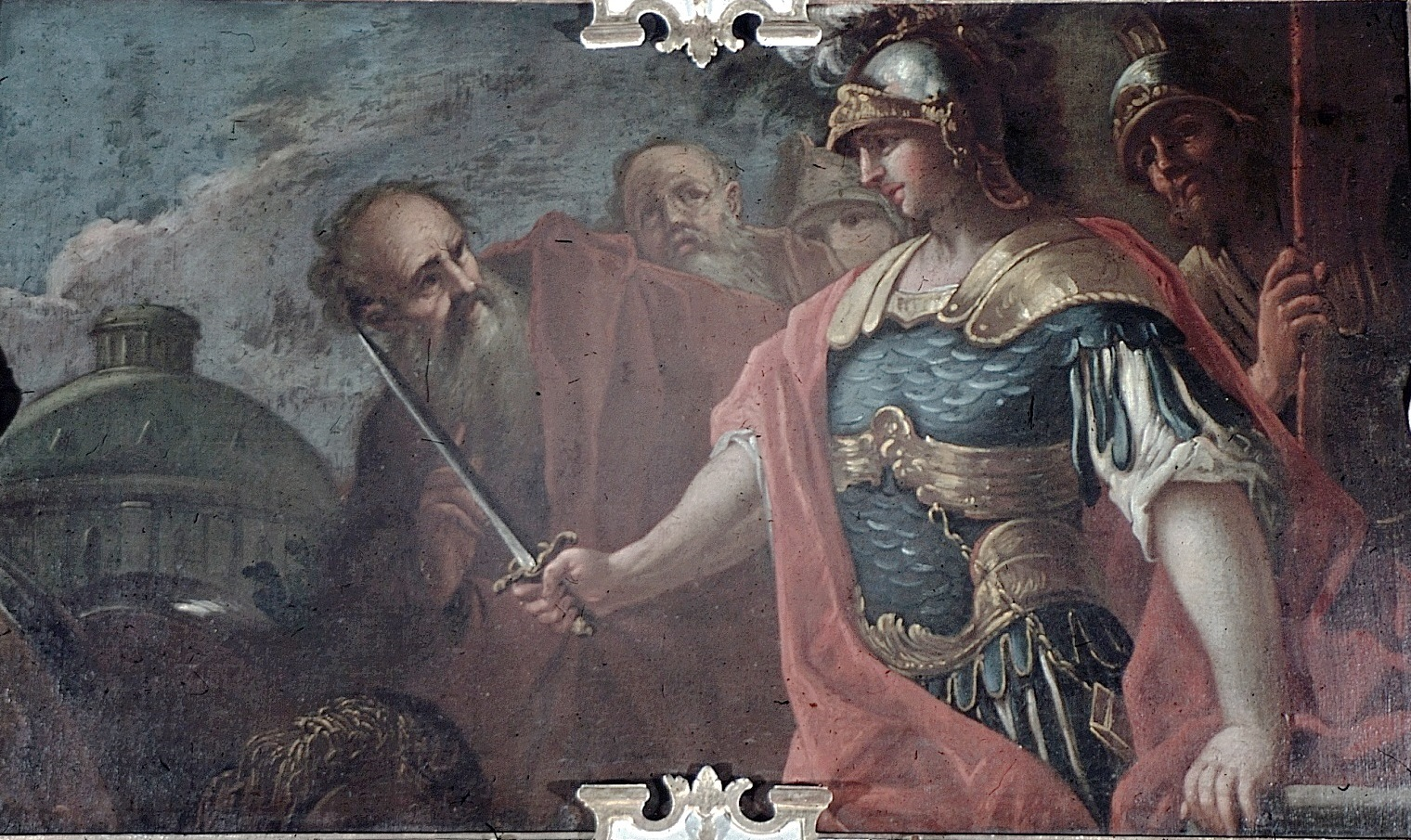
Schwäbisch Hall, Hôtel de ville, Plafond de la salle des héros, Alexandre le Grand.